# Carex moorcroftii
Carex moorcroftii är en halvgräsart som beskrevs av Hugh Falconer och Francis M.B. Boott. Carex moorcroftii ingår i släktet starrar, och familjen halvgräs. Inga underarter finns listade i Catalogue of Life.